# Giro di Lombardia 1963
Il Giro di Lombardia 1963, cinquantasettesima edizione della corsa, fu disputata il 19 ottobre 1963, su un percorso totale di 263 km. Fu vinta dall'olandese Jo de Roo, giunto al traguardo con il tempo di 7h05'30" alla media di 37,086 km/h, precedendo gli italiani Adriano Durante e Michele Dancelli.
Presero il via da Milano 142 ciclisti e sul traguardo di Como 49 di essi portarono a termine la gara.

## Ordine d'arrivo (Top 10)
| Pos. | Corridore        | Squadra        | Tempo    |
| ---- | ---------------- | -------------- | -------- |
| 1    | Jo de Roo        | Saint Raphaël  | 7h05'30" |
| 2    | Adriano Durante  | Legnano        | s.t.     |
| 3    | Michele Dancelli | Molteni        | s.t.     |
| 4    | Willy Bocklant   | Faema-Flandria | s.t.     |
| 5    | Italo Zilioli    | Carpano        | s.t.     |
| 6    | Angelo Conterno  | Carpano        | s.t.     |
| 7    | Guido De Rosso   | Molteni        | s.t.     |
| 8    | Aldo Moser       | San Pellegrino | s.t.     |
| 9    | Luigi Maserati   | Gazzola        | s.t.     |
| 10   | Tom Simpson      | Peugeot        | a 1'49"  |